# هجدک
هُجِدک شهری است در استان کرمان  قرار گرفته‌است.

## جمعیت
بر پایه سرشماری عمومی نفوس و مسکن در سال ۱۳۹۵ جمعیت این مکان ۱٬۰۰۷ نفر (۳۱۳ خانوار) بوده‌است.

## زمین لرزه
صبح ۱۰آذر ۱۳۹۶در این مکان زمین‌لرزه ۶٫۱ ریشتری اتفاق افتاد.
طبق گفته مدیرکل ستاد بحران استان کرمان در مورد زلزله هجدک گفت در بررسی‌های اولیه تلفات جانی مشاهده نشده‌است ولی خسارات مالی واردشده که در حال برآورد هستیم.
گزارش اولیه زمین‌لرزه هجدک
بزرگی: ۶٫۱ محل وقوع: استان کرمان - حوالی هجدک (کرمان)
تاریخ و زمان وقوع به وقت محلی: ۱۳۹۶/۰۹/۱۰ ۰۶:۰۲:۴۴
طول جغرافیایی: ۵۷٫۳۹
عرض جغرافیایی: ۳۰٫۷۳
عمق زمین‌لرزه: ۱۰ کیلومتر
- نزدیک‌ترین شهرها:

۳۷ کیلومتری هجدک (کرمان)
۴۶ کیلومتری شهداد (کرمان)
۴۸ کیلومتری چترود (کرمان)
- نزدیکترین مراکز استان:

۵۸ کیلومتری کرمان
۲۹۳ کیلومتری بیرجند
- دو زمین لرزه دیگر در تاریخ و زمان ۱۳۹۶/۰۹/۲۱ ۱۲:۱۳:۱۷ و ۱۳۹۶/۰۹/۲۲ ۰۱:۱۱:۲۹در هجدک اتفاق افتاد که شدت این زمین لرزه به بزرگی: ۶٫۲ و ۶٫۱ بر مقیاس ریشتر گزارش شد. این زمین لرزه تلفات جانی نداشت.